# Les Grands-Carmes
Les Grands-Carmes est un quartier du 2e arrondissement de Marseille qui doit son nom au couvent des Grands-Carmes. Il contient une partie du quartier non officiel du Panier et une section de la rue de la République. L'ancien hospice de la Charité, plus connu sous le nom de  Vieille Charité, se trouve dans ce quartier et abrite aujourd'hui un centre multiculturel.

## Limites du quartier
Le quartier administratif Des Grands-Carnes, au sens du décret no 46-2285 du 18 octobre 1946 qui a délimité les 111 quartiers de Marseille, est limitrophe de plusieurs quartiers des 1e, 2e et 3e arrondissements : Belsunce, Hôtel-de-Ville, La Joliette et Saint-Lazare,.
Il est délimité au nord par le boulevard des Dames et la rue Malaval, à l'est, l'avenue Camille Pelletan et la rue Sainte-Barne, au sud, les rues Colbert, des Belles Écuelles et du Panier, puis à l'ouest la rue de l'Évêché.

## Desserte
Le quartier est traversé par les lignes de tramway     ainsi que la ligne de métro   , elles desservent les arrêts Sadi Carnot, République Dames et Jules Guesde.
Le quartier est également desservi par les lignes de bus            de la RTM , et traversé par la ligne   C8  du réseau Les bus de la Côte Bleue.